# Lista dos campeões mundiais de boxe dos pesos-penas
Essa é uma lista cronológica dos campeões mundiais no boxe na categoria dos pesos-penas, iniciada a partir de 1887, quando Ike Weir derrotou Jack Farrell e passou a reivindicar o título de campeão mundial dos pesos-penas. A categoria dos pesos-penas já existia desde 1860, porém, apesar de existir uma certa controvérsia quanto ao assunto, Ike Weir costuma ser considerado como o primeiro campeão dos pesos-penas da era moderna do boxe.
As organizações de boxe foram introduzidas em 1910, com a criação da União Internacional de Boxe (UIB), mais tarde rebatizada de União Européia de Boxe (UEB). Esta entidade organizou lutas entre 1913 e 1963.
Mais tarde surgiram outras organizações, dentre as quais a Associação Nacional de Boxe (ANB), fundada em 1921, mas que depois passou a se chamar Associação Mundial de Boxe (AMB).
Finalmente, no início da década de 60, houve uma crise no mundo do boxe, que resultou na extinção ou na fusão de diversas entidades até então existentes.
Atualmente, existem quatro entidades em vigor no mundo do boxe:
- Associação Mundial de Boxe (AMB), fundada em 1921, quando ainda se chamava Associação Nacional de Boxe (ANB).
- Conselho Mundial de Boxe (CMB), criado em 1963.
- Federação Internacional de Boxe (FIB), criado em 1983.
- Organização Mundial de Boxe (OMB), fundada em 1988.

## 1887 - 1963
| Conquista do título | Perda do título         | Campeão              | Campeão        | Reconhecimento | Manutenção do cinturão número de defesas |
| --- | ----------------------- | -------------------- | -------------- | -------------- | ---------------------------------------- |
| 24 de janeiro de 1887 | 13 de janeiro de 1890   | Ike Weir             | Irlanda        | Universal*     | 3                                        |
| A categoria dos pesos-penas já existia desde 1860, mas seu título inaugural somente veio a ser reclamado, em 1887, por Ike Weir.                                                     |                         |                      |                |                |                                          |
| 13 de janeiro de 1890 | 2 de setembro de 1890   | Torpedo Billy Murphy | Nova Zelândia  | Universal      | 0                                        |
| 2 de setembro de 1890 | 1892                    | Young Griffo         | Austrália      | Universal      | 4                                        |
| Griffo decidiu abdicar de seu título mundial, no intuito de subir para a categoria dos pesos-leves.                                                                                  |                         |                      |                |                |                                          |
| 27 de junho de 1892 | 27 de novembro de 1896  | George Dixon         | Canadá         | Universal      | 3                                        |
| 27 de novembro de 1896 | 24 de março de 1897     | Frank Erne           | Suíça          | Universal      | 0                                        |
| 24 de março de 1897 | 4 de outubro de 1897    | George Dixon         | Canadá         | Universal      | 0                                        |
| 4 de outubro de 1897 | 26 de setembro de 1898  | Solly Smith          | Estados Unidos | Universal      | 2                                        |
| 26 de setembro de 1898 | 11 de novembro de 1898  | Dave Sullivan        | Irlanda        | Universal      | 0                                        |
| 11 de novembro de 1898 | 9 de janeiro de 1900    | George Dixon         | Canadá         | Universal      | 9                                        |
| 9 de janeiro de 1900 | 28 de novembro de 1901  | Terry McGovern       | Estados Unidos | Universal      | 6                                        |
| 28 de novembro de 1901 | 1903                    | Young Corbett II     | Estados Unidos | Universal      | 5                                        |
| Corbett não conseguiu mais se manter dentro do peso de sua categoria, de modo que terminou por abdicar seu título mundial.                                                           |                         |                      |                |                |                                          |
| 3 de setembro de 1903 | 22 de fevereiro de 1912 | Abe Attell           | Estados Unidos | Universal      | 24                                       |
| 22 de fevereiro de 1912 | 2 de junho de 1923      | Johnny Kilbane       | Estados Unidos | Universal      | 5                                        |
| 2 de junho de 1923 | 26 de julho de 1923     | Eugène Criqui        | França         | Universal      | 0                                        |
| 26 de julho de 1923 | 10 de agosto de 1924    | Johnny Dundee        | Estados Unidos | Universal      | 0                                        |
| Dundee deixou seu título mundial em aberto. |                         |                      |                |                |                                          |
| 2 de janeiro de 1925 | 6 de julho de 1926      | Kid Kaplan           | Estados Unidos | Universal      | 3                                        |
| Kaplan decidiu abdicar de seu título mundial, no intuito de subir para a categoria dos pesos-leves.                                                                                  |                         |                      |                |                |                                          |
| 12 de setembro de 1927 | 10 de fevereiro de 1928 | Benny Bass           | Estados Unidos | Universal      | 0                                        |
| 10 de fevereiro de 1928 | 28 de setembro de 1928  | Tony Canzoneri       | Estados Unidos | Universal      | 0                                        |
| 28 de setembro de 1928 | 23 de setembro de 1929  | André Routis         | França         | Universal      | 1                                        |
| 23 de setembro de 1929 | 27 de janeiro de 1932   | Battling Battalino   | Estados Unidos | Universal      | 2                                        |
| Após sua polêmica luta contra Freddie Miller, Battalino decidiu abdicar de seu título e subir para a categoria dos pesos-leves. O título mundial dos pesos-penas foi declarado vago. |                         |                      |                |                |                                          |
| 26 de maio de 1932 | 13 de janeiro de 1933   | Tommy Paul           | Estados Unidos | ANB            | 0                                        |
| 13 de janeiro de 1933 | 11 de maio de 1936      | Freddie Miller       | Estados Unidos | ANB            | 12                                       |
| 11 de maio de 1936 | 29 de outubro de 1937   | Petey Sarron         | Estados Unidos | ANB            | 2                                        |
| 29 de outubro de 1937 | 12 de setembro de 1938  | Henry Armstrong      | Estados Unidos | Universal      | 0                                        |
| Armstrong decidiu subir de categoria; seu tpitulo mundial foi declarado vago. |                         |                      |                |                |                                          |
| 18 de abril de 1939 | 1940                    | Joey Archibald       | Estados Unidos | Universal      | 0                                        |
| Archibald foi destituído de seu título mundial, pela Associação Nacional de Boxe, em virtude de ter se recusado a defender seu cinturão contra Petey Scalzo.                         |                         |                      |                |                |                                          |
| 15 de maio de 1940 | 1º de julho de 1941     | Petey Scalzo         | Estados Unidos | ANB            | 2                                        |
| 1º de julho de 1941 | 18 de novembro de 1941  | Richie Lemos         | Estados Unidos | ANB            | 0                                        |
| 18 de novembro de 1941 | 18 de janeiro de 1943   | Jackie Wilson        | Estados Unidos | ANB            | 1                                        |
| 18 de janeiro de 1943 | 16 de agosto de 1943    | Jackie Callura       | Canadá         | ANB            | 1                                        |
| 16 de agosto de 1943 | 10 de março de 1944     | Phil Terranova       | Estados Unidos | ANB            | 1                                        |
| 10 de março de 1944 | 7 de junho de 1946      | Sal Bartolo          | Estados Unidos | ANB            | 3                                        |
| 7 de junho de 1946 | 29 de outubro de 1948   | Willie Pep           | Estados Unidos | Universal      | 2                                        |
| 29 de outubro de 1948 | 11 de fevereiro de 1949 | Sandy Saddler        | Estados Unidos | Universal      | 0                                        |
| 11 de fevereiro de 1949 | 8 de setembro de 1950   | Willie Pep           | Estados Unidos | Universal      | 3                                        |
| 8 de setembro de 1950 | 1957                    | Sandy Saddler        | Estados Unidos | Universal      | 2                                        |
| Saddler deixou seu título mundial vago. |                         |                      |                |                |                                          |
| 24 de junho de 1957 | 18 de março de 1959     | Hogan Bassey         | Nigéria        | Universal      | 1                                        |
| 18 de março de 1959 | 21 de março de 1963     | Davey Moore          | Estados Unidos | Universal      | 5                                        |

## Associação Mundial de Boxe
| Conquista do título | Perda do título         | Campeão                | Campeão        | Reconhecimento          | Manutenção do cinturão número de defesas |
| --- | ----------------------- | ---------------------- | -------------- | ----------------------- | ---------------------------------------- |
| 21 de março de 1963 | 26 de setmbro de 1964   | Sugar Ramos            | Cuba           | AMB                     | 3                                        |
| 26 de setembro de 1964 | 14 de outubro de 1967   | Vicente Saldivar       | México         | AMB                     | 7                                        |
| Saldivar anunciou sua aposentadoria em 1967; seu título mundial da AMB foi declarado vago. |                         |                        |                |                         |                                          |
| 28 de março de 1968 | 27 de setembro de 1968  | Raul Rojas             | Estados Unidos | AMB                     | 0                                        |
| 27 de setembro de 1968 | 2 de setembro de 1971   | Shozo Saijo            | Japão          | AMB                     | 5                                        |
| 2 de setmbro de 1971 | 19 de agosto de 1972    | Antonio Gómez          | Venezuela      | AMB                     | 1                                        |
| 19 de agosto de 1972 | 16 de fevereiro de 1974 | Ernesto Marcel         | Panamá         | AMB                     | 4                                        |
| Marcel anunciou sua aposentadoria em 1974; seu título mundial da AMB foi declarado vago. |                         |                        |                |                         |                                          |
| 9 de julho de 1974 | 23 de novembro de 1974  | Rubén Olivares         | México         | AMB                     | 0                                        |
| 23 de novembro de 1974 | 19 de junho de 1976     | Alexis Argüello        | Nicarágua      | AMB                     | 4                                        |
| Argüello decidiu subir de categoria; seu título mundial da AMB foi declarado vago. |                         |                        |                |                         |                                          |
| 15 de janeiro de 1977 | 17 de dezembro de 1977  | Rafael Ortega          | Panamá         | AMB                     | 0                                        |
| 17 de dezembro de 1977 | 15 de abril de 1978     | Cecilio Lastra         | Espanha        | AMB                     | 0                                        |
| 15 de abril de 1978 | 8 de junho de 1985      | Eusebio Pedroza        | Panamá         | AMB                     | 19                                       |
| 8 de junho de 1985 | 23 de junho de 1986     | Barry McGuigan         | Irlanda        | AMB                     | 2                                        |
| 23 de junho de 1986 | 6 de março de 1987      | Steve Cruz             | Estados Unidos | AMB                     | 0                                        |
| 6 de março de 1987 | 30 de março de 1991     | Antonio Esparragoza    | Venezuela      | AMB                     | 7                                        |
| 30 de março de 1991 | 4 de dezembro de 1993   | Yong-Kyun Park         | Coreia do Sul  | AMB                     | 8                                        |
| 4 de dezembro de 1993 | 18 de maio de 1996      | Eloy Rojas             | Venezuela      | AMB                     | 6                                        |
| 18 de maio de 1996 | 8 de novembro de 1997   | Wilfredo Vásquez       | Porto Rico     | AMB                     | 4                                        |
| Vázquez teve seu título mundial revogado pela AMB. |                         |                        |                |                         |                                          |
| 3 de abril de 1998 | 22 de setembro de 1998  | Freddie Norwood        | Estados Unidos | AMB                     | 2                                        |
| Norwwod teve seu título mundial revogado pela AMB. |                         |                        |                |                         |                                          |
| 3 de outubro de 1998 | 29 de maio de 1999      | Antonio Cermeño        | Venezuela      | AMB                     | 1                                        |
| 29 de maio de 1999 | 9 de setembro de 2000   | Freddie Norwood        | Estados Unidos | AMB                     | 3                                        |
| 9 de setembro de 2000 | 1º de novembro de 2003  | Derrick Gainer         | Estados Unidos | AMB                     | 3                                        |
| 1º de novembro de 2003 | 22 de agosto de 2005    | Juan Manuel Márquez    | México         | AMB (Super-Campeão)     | 3                                        |
| Márquez derrotou Gainer e recebeu o título de Super-Campeão da AMB. Posteriormente, Márquez teve seu título revogado pela AMB.                                                                 |                         |                        |                |                         |                                          |
| 1º de novembro de 2003 | 27 de junho de 2009     | Chris John             | Indonésia      | AMB (Campeão Regular)   | 11                                       |
| 27 de junho de 2009 | Presente                | Chris John             | Indonésia      | AMB (Super-Campeão)     |                                          |
| Assim que Márquez derrotou Gainer, John recebeu o título de Campeão Regular da AMB. Posteriormente, John foi promovido à condição de Super-Campeão da AMB.                                     |                         |                        |                |                         |                                          |
| 10 de outubro de 2009 | 11 de setembro de 2010  | Yuriorkis Gamboa       | Cuba           | AMB (Campeão Regular)   | 3                                        |
| 11 de setembro de 2010 | 11 de junho de 2011     | Yuriorkis Gamboa       | Cuba           | AMB (Campeão Unificado) | 0                                        |
| Após capturar também o cinturão da FIB, Gamboa foi elevado à condição de Campeão Unificado. Porém, em 2011, Gamboa acabou tendo ambos seus titulos revogados, tanto pela FIB, quanto pela AMB. |                         |                        |                |                         |                                          |
| 4 de dezembro de 2010 | Presente                | Jonathan Victor Barros | Argentina      | AMB (Campeão Regular)   |                                          |

## Conselho Mundial de Boxe
| Conquista do título | Perda do título         | Campeão                   | Campeão              | Reconhecimento | Manutenção do cinturão número de defesas |
| --- | ----------------------- | ------------------------- | -------------------- | -------------- | ---------------------------------------- |
| 21 de março de 1963 | 26 de setmbro de 1964   | Sugar Ramos               | Cuba                 | CMB            | 3                                        |
| 26 de setembro de 1964 | 14 de outubro de 1967   | Vicente Saldivar          | México               | CMB            | 7                                        |
| Saldivar anunciou sua aposentadoria em 1967; seu título mundial da AMB foi declarado vago.                                         |                         |                           |                      |                |                                          |
| 23 de janeiro de 1968 | 24 de julho de 1968     | Howard Winstone           | Reino Unido          | CMB            | 0                                        |
| 24 de julho de 1968 | 21 de janeiro de 1969   | José Legrá                | Cuba                 | CMB            | 0                                        |
| 21 de janeiro de 1969 | 9 de maio de 1970       | Johnny Famechon           | Austrália            | CMB            | 2                                        |
| 9 de maio de 1970 | 11 de dezembro de 1970  | Vicente Saldivar          | México               | CMB            | 0                                        |
| 11 de dezembro de 1970 | 19 de maio de 1972      | Kuninaki Shibata          | Japão                | CMB            | 2                                        |
| 19 de maio de 1972 | 16 de dezembro de 1972  | Clemente Sánchez          | México               | CMB            | 0                                        |
| Sánchez não conseguiu manter o peso adequado em sua luta conta Legrá, de modo que a AMB transferiu o título de Sánchez para Legrá. |                         |                           |                      |                |                                          |
| 16 de dezembro de 1972 | 5 de maio de 1973       | José Legrá                | Cuba                 | CMB            | 0                                        |
| 5 de maio de 1973 | 17 de junho de 1974     | Éder Jofre                | Brasil               | CMB            | 1                                        |
| Jofre teve seu título revogado pelo CMB.                                                                                           |                         |                           |                      |                |                                          |
| 7 de setembro de 1974 | 20 de junho de 1975     | Bobby Chacon              | Estados Unidos       | CMB            | 1                                        |
| 20 de junho de 1975 | 20 de setembro de 1975  | Rubén Olivares            | México               | CMB            | 0                                        |
| 20 de setembro de 1975 | 6 de novembro de 1976   | David Kotey               | Gana                 | CMB            | 2                                        |
| 6 de novembro de 1976 | 2 de fevereiro de 1980  | Danny Lopez               | Estados Unidos       | CMB            | 8                                        |
| 2 de fevereiro de 1980 | 12 de agosto de 1982    | Salvador Sánchez          | México               | CMB            | 9                                        |
| Sánchez faleceu em um acidente de carro; seu título mundial do CMB foi declarado vago.                                             |                         |                           |                      |                |                                          |
| 15 de setembro de 1982 | 30 de março de 1984     | Juan La Porte             | Porto Rico           | CMB            | 2                                        |
| 31 de março de 1984 | 8 de dezembro de 1984   | Wilfredo Gómez            | Porto Rico           | CMB            | 0                                        |
| 8 de dezembro de 1984 | 29 de agosto de 1987    | Azumah Nelson             | Gana                 | CMB            | 6                                        |
| Nelson decidiu subir de categoria; seu título mundial do CMB foi declarado vago.                                                   |                         |                           |                      |                |                                          |
| 7 de março de 1988 | 8 de abril de 1989      | Jeff Fenech               | Austrália            | CMB            | 3                                        |
| Fenech decidiu subir de categoria; seu título mundial do CMB foi declarado vago.                                                   |                         |                           |                      |                |                                          |
| 2 de junho de 1990 | 13 de novembro de 1991  | Marcos Villasana          | México               | CMB            | 3                                        |
| 13 de novembro de 1991 | 28 de abril de 1993     | Paul Hodkinson            | Reino Unido          | CMB            | 3                                        |
| 28 de abril de 1993 | 4 de dezembro de 1993   | Gregorio Vargas           | México               | CMB            | 0                                        |
| 4 de dezembro de 1993 | 7 de janeiro de 1995    | Kevin Kelley              | Estados Unidos       | CMB            | 2                                        |
| 7 de janeiro de 1995 | 23 de setembro de 1995  | Alejandro Martín González | México               | CMB            | 2                                        |
| 23 de janeiro de 1995 | 11 de dezembro de 1995  | Manuel Medina             | México               | CMB            | 0                                        |
| 11 de dezembro de 1995 | 15 de maio de 1999      | Luisito Espinosa          | Filipinas            | CMB            | 7                                        |
| 15 de maio de 1999 | 22 de outubro de 1999   | Cesar Soto                | México               | CMB            | 0                                        |
| 25 de outubro de 1999 | 2000                    | Naseem Hamed              | Reino Unido          | CMB            | 0                                        |
| Hamed teve seu título mundial revogado pelo CMB.                                                                                   |                         |                           |                      |                |                                          |
| 14 de abril de 2000 | 17 de fevereiro de 2001 | Guty Espadas Jr.          | México               | CMB            | 1                                        |
| 17 de fevereiro de 2001 | 22 de junho de 2002     | Érik Morales              | México               | CMB            | 1                                        |
| 22 de junho de 2002 | 22 de junho de 2002     | Marco Antonio Barrera     | México               | CMB            | 0                                        |
| Barrera derrotou Morales e recusou-se a receber o cinturão; o título mundial do CMB foi declarado vago.                            |                         |                           |                      |                |                                          |
| 16 de novembro de 2002 | 3 de maio de 2003       | Érik Morales              | México               | CMB            | 2                                        |
| Morales decidiu subir de categoria; o título mundial do CMB foi declarado vago.                                                    |                         |                           |                      |                |                                          |
| 10 de abril de 2004 | 29 de janeiro de 2006   | In-Jin Chi                | Coreia do Sul        | CMB            | 2                                        |
| 29 de janeiro de 2006 | 30 de julho de 2006     | Takashi Koshimoto         | Japão                | CMB            | 0                                        |
| 30 de julho de 2006 | 17 de dezembro de 2006  | Rodolfo López             | México               | CMB            | 0                                        |
| 17 de dezembro de 2006 | 2007                    | In-Jin Chi                | Coreia do Sul        | CMB            | 0                                        |
| Chi decidiu aposentar-se após conseguir recapturar o título mundial.                                                               |                         |                           |                      |                |                                          |
| 21 de julho de 2007 | 2008                    | Jorge Linares             | Venezuela            | CMB            | 1                                        |
| Linares decidiu subir de categoria; o título mundial do CMB foi declarado vago.                                                    |                         |                           |                      |                |                                          |
| 13 de agosto de 2008 | 12 de março de 2009     | Óscar Larios              | México               | CMB            | 0                                        |
| 12 de março de 2009 | 14 de julho de 2009     | Takahiro Aoh              | Japão                | CMB            | 0                                        |
| 14 de julho de 2009 | 25 de agosto de 2010    | Elio Rojas                | República Dominicana | CMB            | 1                                        |
| Rojas teve seu título revogado pelo CMB.                                                                                           |                         |                           |                      |                |                                          |
| 26 de novembro de 2010 | 8 de abril de 2011      | Hozumi Hasegawa           | Japão                | CMB            | 0                                        |
| 8 de abril de 2011 | Presente                | Jhonny González           | México               | CMB            |                                          |

## Federação Internacional de Boxe
| Conquista do título                                                                                        | Perda do título         | Campeão             | Campeão        | Reconhecimento | Manutenção do cinturão número de defesas |
| --- | ----------------------- | ------------------- | -------------- | -------------- | ---------------------------------------- |
| 10 de junho de 1984                                                                                        | 29 de novembro de 1985  | Min-Keun Oh         | Coreia do Sul  | FIB            | 2                                        |
| 29 de novembro de 1985                                                                                     | 30 de agosto de 1986    | Ki-Young Chung      | Coreia do Sul  | FIB            | 2                                        |
| 30 de agosto de 1986                                                                                       | 23 de janeiro de 1988   | Antonio Rivera      | Porto Rico     | FIB            | 0                                        |
| 23 de janeiro de 1988                                                                                      | 4 de agosto de 1988     | Calvin Grove        | Estados Unidos | FIB            | 1                                        |
| 4 de agosto de 1988                                                                                        | 8 de julho de 1990      | Jorge Páez          | México         | FIB            | 9                                        |
| Páez decidiu abdicar seu título mundial, no intuito de tentar conquistar o título mundial dos super-penas. |                         |                     |                |                |                                          |
| 3 de junho de 1991                                                                                         | 12 de agosto de 1991    | Troy Dorsey         | Estados Unidos | FIB            | 0                                        |
| 12 de agosto de 1991                                                                                       | 26 de fevereiro de 1993 | Manuel Medina       | México         | FIB            | 4                                        |
| 26 de fevereiro de 1993                                                                                    | 8 de fevereiro de 1997  | Tom Johnson         | Estados Unidos | FIB            | 11                                       |
| 8 de fevereiro de 1997                                                                                     | 19 de julho de 1997     | Nassem Hamed        | Reino Unido    | FIB            | 2                                        |
| Hamed deixou seu título mundial da FIB vago.                                                               |                         |                     |                |                |                                          |
| 13 de dezembro de 1997                                                                                     | 24 de abril de 1998     | Hector Lizarraga    | México         | FIB            | 0                                        |
| 24 de abril de 1998                                                                                        | 13 de novembro de 1999  | Manuel Medina       | México         | FIB            | 1                                        |
| 13 de novembro de 1999                                                                                     | 16 de dezembro de 2000  | Paul Ingle          | Reino Unido    | FIB            | 1                                        |
| 16 de dezembro de 2000                                                                                     | 6 de abril de 2001      | Mbulelo Botile      | África do Sul  | FIB            | 0                                        |
| 6 de abril de 2001                                                                                         | 16 de novembro de 2001  | Frank Toledo        | Estados Unidos | FIB            | 0                                        |
| 16 de novembro de 2001                                                                                     | 27 de abril de 2002     | Manuel Medina       | México         | FIB            | 0                                        |
| 27 de abril de 2002                                                                                        | 2002                    | Johnny Tapia        | Estados Unidos | FIB            | 0                                        |
| Tapia deixou seu título mundial da FIB vago.                                                               |                         |                     |                |                |                                          |
| 1º de fevereiro de 2003                                                                                    | 7 de maio de 2005       | Juan Manuel Márquez | México         | FIB            | 4                                        |
| Márquez teve seu título mundial revogado pela FIB.                                                         |                         |                     |                |                |                                          |
| 20 de janeiro de 2006                                                                                      | 13 de maio de 2006      | Valdemir Pereira    | Brasil         | FIB            | 0                                        |
| 13 de maio de 2006                                                                                         | 2 de setembro de 2006   | Erick Aiken         | Estados Unidos | FIB            | 0                                        |
| 2 de setembro de 2006                                                                                      | 23 de junho de 2008     | Robert Guerrero     | Estados Unidos | FIB            | 3                                        |
| Guerrero decidiu subir de categoria; seu título mundial da FIB foi declarado vago.                         |                         |                     |                |                |                                          |
| 23 de outubro de 2008                                                                                      | 15 de maio de 2010      | Cristóbal Cruz      | México         | FIB            | 3                                        |
| 15 de maio de 2010                                                                                         | 11 de setembro de 2011  | Orlando Salido      | México         | FIB            | 0                                        |
| 11 de setembro de 2011                                                                                     | 26 de março de 2011     | Yuriorkis Gamboa    | Cuba           | FIB            | 0                                        |
| Gamboa teve seu título mundial revogado pela FIB.                                                          |                         |                     |                |                |                                          |
| 29 de julho de 2011                                                                                        | Presente                | Billy Dib           | Austrália      | FIB            |                                          |

## Organização Mundial de Boxe
| Conquista do título                                                                                           | Perda do título        | Campeão              | Campeão        | Reconhecimento | Manutenção do cinturão número de defesas |
| --- | ---------------------- | -------------------- | -------------- | -------------- | ---------------------------------------- |
| 28 de janeiro de 1989                                                                                         | 11 de novembro de 1989 | Maurizio Stecca      | Itália         | OMB            | 1                                        |
| 11 de novembro de 1989                                                                                        | 7 de abril de 1990     | Louie Espinoza       | Estados Unidos | OMB            | 0                                        |
| 7 de abril de 1990                                                                                            | 8 de julho de 1990     | Jorge Páez           | México         | OMB            | 1                                        |
| Páez decidiu abdicar de seu título mundial, no intuito de tentar conquistar o título mundial dos pesos-penas. |                        |                      |                |                |                                          |
| 26 de janeiro de 1991                                                                                         | 16 de maio de 1992     | Maurizio Stecca      | Itália         | OMB            | 2                                        |
| 16 de maio de 1992                                                                                            | 26 de setembro de 1992 | Colin McMillan       | Reino Unido    | OMB            | 0                                        |
| 26 de setembro de 1992                                                                                        | 1993                   | Rubén Darío Palacios | Colômbia       | OMB            | 0                                        |
| Palacios aposentou-se depois de conquistar o título mundial.                                                  |                        |                      |                |                |                                          |
| 17 de abril de 1993                                                                                           | 30 de setembro de 1995 | Steve Robinson       | Reino Unido    | OMB            | 7                                        |
| 30 de setembro de 1995                                                                                        | 2000                   | Naseem Hamed         | Reino Unido    | OMB            | 15                                       |
| Hamed deixou seu título mundial da OMB vago.                                                                  |                        |                      |                |                |                                          |
| 27 de janeiro de 2001                                                                                         | 16 de junho de 2001    | Istvan Kovacs        | Hungria        | OMB            | 0                                        |
| 16 de junho de 2001                                                                                           | 19 de outubro de 2002  | Julio Pablo Chacón   | Argentina      | OMB            | 2                                        |
| 19 de outubro de 2002                                                                                         | 12 de julho de 2003    | Scott Harrison       | Reino Unido    | OMB            | 1                                        |
| 12 de julho de 2003                                                                                           | 29 de novembro de 2003 | Manuel Medina        | México         | OMB            | 0                                        |
| 29 de novembro de 2003                                                                                        | 5 de novembro de 2005  | Scott Harrison       | Reino Unido    | OMB            | 6                                        |
| Harrison aposentou-se; seu título mundial da OMB foi declarado vago.                                          |                        |                      |                |                |                                          |
| 6 de dezembro de 2006                                                                                         | 1º de abril de 2007    | Juan Manuel Márquez  | México         | OMB            | 0                                        |
| Máequez deixou seu título da OMB vago.                                                                        |                        |                      |                |                |                                          |
| 14 de julho de 2007                                                                                           | 23 de janeiro de 2010  | Steven Luevano       | Estados Unidos | OMB            | 5                                        |
| 23 de janeiro de 2010                                                                                         | 16 de abril de 2011    | Juan Manuel López    | Porto Rico     | OMB            | 2                                        |
| 16 de abril de 2011                                                                                           | Presente               | Orlando Salido       | México         | OMB            |                                          |